# Schweizerisches Literaturarchiv
Das Schweizerische Literaturarchiv (SLA) der Schweizerischen Nationalbibliothek in Bern sammelt literarische Vor- und Nachlässe in den vier Schweizer Landessprachen Deutsch, Französisch, Italienisch und Rätoromanisch.

## Geschichte
Das Archiv wurde im Jahr 1991 eröffnet und ist in dem Gebäude der Schweizerischen Nationalbibliothek (NB) untergebracht. Die Gründung geht auf das Testament des 1990 verstorbenen Schriftstellers Friedrich Dürrenmatt zurück, worin dieser seinen Nachlass der Schweiz unter der Bedingung vermacht hatte, dass ein nationales Literaturarchiv geschaffen wird.
Bei der Gründung nahm das SLA die Handschriftenabteilung der damaligen Landesbibliothek – heute Nationalbibliothek – in sich auf. 2017 umfasste das Schweizerische Literaturarchiv mehr als 250 (Teil-)Nachlässe, über 60 Autorenbibliotheken, rund 20 Institutionsarchive (zum Beispiel Verlage) sowie eine grössere Anzahl Archive lebender Autoren.

## Bestände (Auswahl)
Die Bestände des Schweizerischen Literaturarchivs sind verzeichnet in der Datenbank HelveticArchives der Schweizerischen Nationalbibliothek.

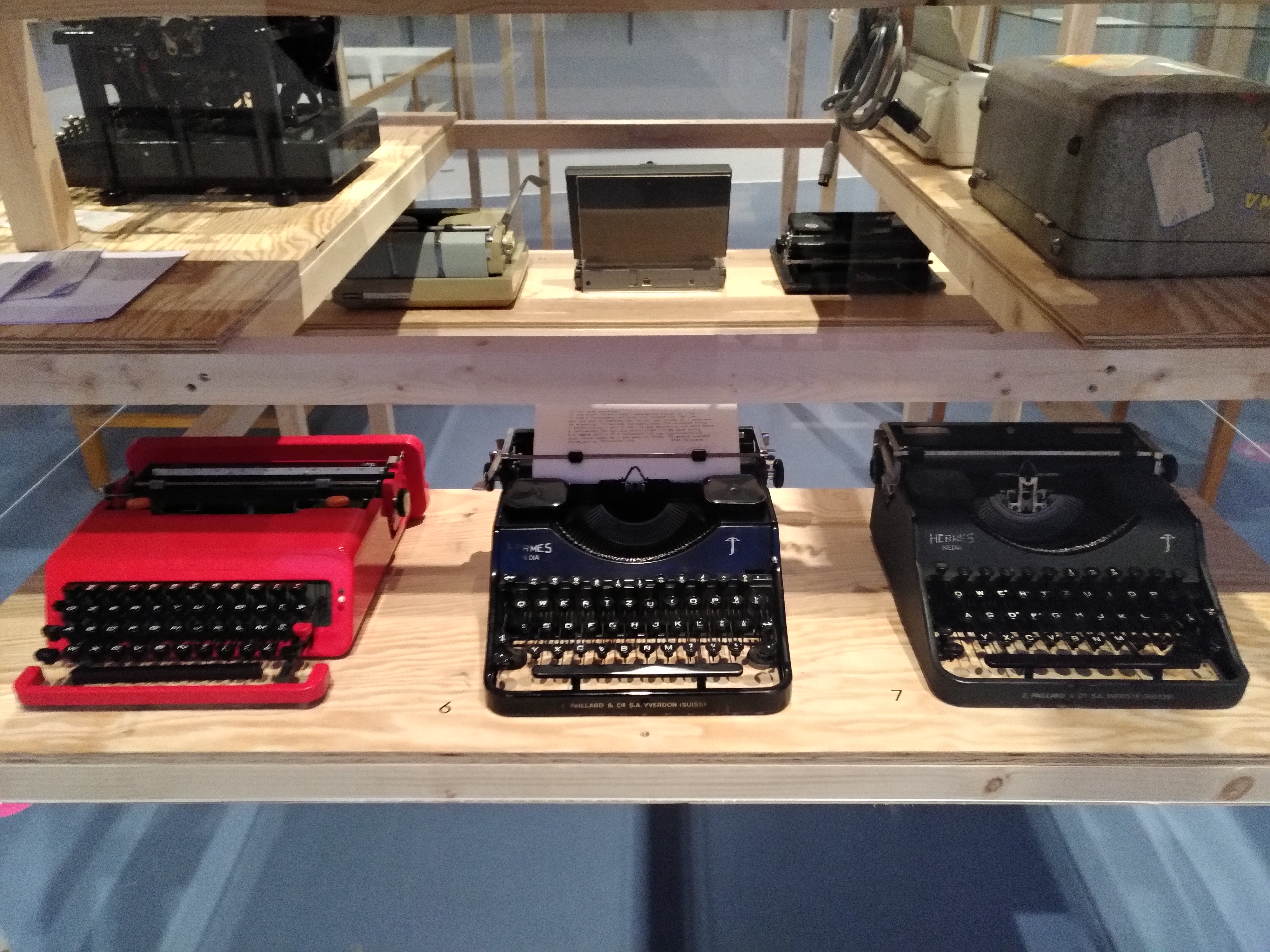
Schreibmaschinen von im Schweizerischen Literaturarchiv vertretenen Autoren

Zu den im SLA vertretenen Autoren gehören u. a. (Auswahl):
- Dieter Bachmann
- Étienne Barilier
- Peter Bichsel
- Cla Biert
- S. Corinna Bille
- Georges Borgeaud
- Hermann Burger
- Erika Burkart
- Ernst Burren
- Blaise Cendrars
- Alice Ceresa
- Maurice Chappaz
- Jacques Chessex
- Walter Matthias Diggelmann
- Roger Dragonetti
- Gion Deplazes
- Albert Einstein
- Heinrich Federer
- Jean Gebser
- Christoph Geiser
- Friedrich Glauser
- Anne-Lise Grobéty
- Eveline Hasler
- Hermann Hesse
- Patricia Highsmith
- Rolf Hochhuth
- Ludwig Hohl
- Urs Jaeggi
- Walther Kauer
- Agota Kristof
- Peider Lansel
- Edvige Livello
- Hugo Loetscher
- Lorenz Lotmar
- Golo Mann
- Plinio Martini
- Beatrice von Matt
- Peter von Matt
- Mani Matter
- Mariella Mehr
- Niklaus Meienberg
- Adolf Muschg
- Otto Nebel
- Alberto Nessi
- Paul Nizon
- Giovanni Orelli
- Erica Pedretti
- Andri Peer
- Georges Poulet
- Eugène Rambert
- Grisélidis Réal
- Josef Reinhart
- Gonzague de Reynold
- Rainer Maria Rilke
- Alice Rivaz
- Daniel de Roulet
- Isolde Schaad
- Annemarie Schwarzenbach
- Hendri Spescha
- Carl Spitteler
- Jean Starobinski
- Verena Stefan
- Beat Sterchi
- Jürgen Theobaldy
- Walter Vogt
- Otto F. Walter
- Silja Walter
- Hans Zbinden
- Yvette Z’Graggen